# Avatar (Internet)

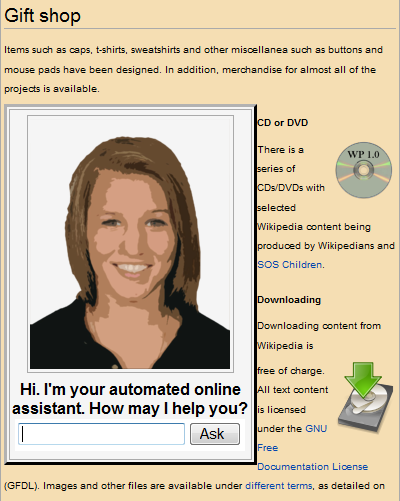
Der Avatar eines Online-Assistenten auf einer Webseite

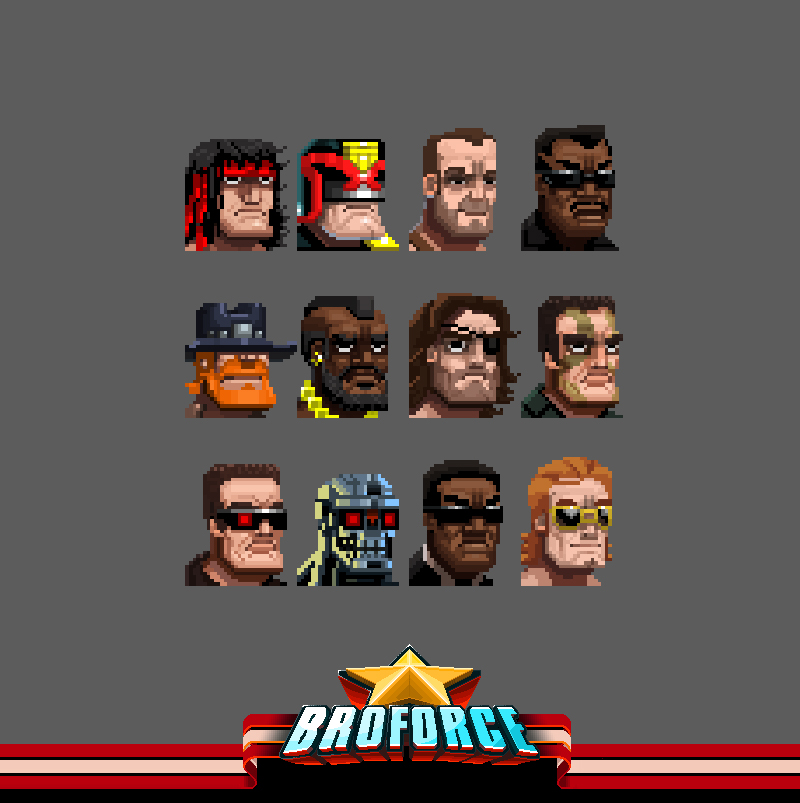
Avatare im Computerspiel Broforce

Ein Avatar (Substantiv, maskulin; der Avatar) ist eine künstliche Person oder eine Grafikfigur, die einem Internetbenutzer in der virtuellen Welt zugeordnet wird, beispielsweise in einem Computerspiel oder auf einer Internetplattform wie einem Forum. Bei einem Instant Messenger, insbesondere beim alten AOL-Dienst, sprach man von einem Buddy Icon („Kumpel-Symbol“).
Das Wort leitet sich aus dem Sanskrit ab. Dort bedeutet अवतार (Avatāra) „Abstieg“, was sich auf das Herabsteigen einer Gottheit in irdische Sphären bezieht. Der Begriff wird im Hinduismus hauptsächlich für die Inkarnationen Vishnus verwendet.

## Klassische Avatare
Avatare haben die Form eines Bildes, Icons oder einer 3D-Figur und zeigen Menschen, Tiere oder Fantasiewesen. Der Begriff Avatar wurde 1992 von Neal Stephenson in seinem Science-Fiction-Roman Snow Crash populär gemacht. Im Epilog behauptet er, dass er den Begriff für dieses Buch erfunden habe, ebenso wie „Metaversum“ – das war aber nur ein Marketinggag. Eine phantastische Figur mit der Funktion „Rollentausch“ war „Avatar“ nämlich bereits in der gleichnamigen Erzählung von Théophile Gautier aus dem Jahr 1857. 1953 schrieb Giacinto Scelsi seine „Quattro Illustrazioni“, vier Illustrationen oder Erleuchtungen über die Metamorphosen von Vishnu, deren Einzelteile er „Avatare“ betitelte.
In Internetforen und sozialen Netzwerken wird die einem Benutzer zugeordnete Grafikfigur Avatar genannt. Sie kann von den Benutzern eines Forums hochgeladen oder aus einer Liste ausgewählt werden und dient als optische Identifikationsfigur, die neben ihren Diskussionsbeiträgen angezeigt wird.
Avatar kann auch intelligente Assistenten-Software bedeuten.
Ein Avatar ist jedoch häufig mehr als ein statisches Bild. Basierend auf 3D-Echtzeit-Engines lassen sich Interaktionen grafisch darstellen. Neben einfachen Spielabläufen, bei denen der Benutzer die künstliche Figur durch Welten führt (z. B. World of Warcraft, Second Life), sind vor allem Lösungen in der audiovisuellen Kommunikation gefragt. Im Spiel Ultima wurde der Begriff bereits 1985 für den virtuellen Stellvertreter des Spielers verwendet. Avatar-Video-Chats, Video-Services und virtuelle Stellvertreter sind Entwicklungsthemen. Unterschiedliche Avatarportale, bei denen Nutzer ihre individuellen Persönlichkeiten gestalten und unterschiedlich nutzen können, bieten ein breites Spektrum von Lösungen und Diensten an.
Eine weitere Anwendung von Avataren ist die automatisierte Übersetzung von Inhalten in Gebärdensprache, die visuell durch einen Avatar erfolgt. Ein solcher Avatar ist SiMAX, ein EU-gefördertes Projekt von der Firma Sign Time in Wien.
Hinzu kommen Forschungsprojekte mit Avataren. wie die beiden vom BMBF geförderten Verbundprojekte AVASAG „Avatar-basierter Sprachassistent zur automatisierten Gebärdenübersetzung“ für mehr digitale Barrierefreiheit sowie EMMA „Emotional Mobile Assistant“ zur Unterstützung bei psychischer Belastung am Arbeitsplatz und das vom BMWi geförderte Verbundprojekt EMMI „Empathische Mensch-Maschine-Interaktion“ zur Erhöhung der Akzeptanz des autonomen Fahrens; alle unter Projektleitung der Firma Charamel GmbH in Köln.
Zum Auftakt der CES-Technikmesse 2020 kündigte Samsung Pläne für ihr Projekt „Neon“ an, das die Herstellung von Avataren stark vereinfachen soll. Realistische aussehende, komplett interaktiv ansteuerbarere Avatare sollen dabei aus bestehendem Videomaterial berechnet werden können. Außerdem sollen die Avatare komplett bis auf jeden Knochen und jeden Muskel durch Nutzer konfigurierbar sein.

## Neuere Definitionen
Es gibt sehr viele Uneinigkeiten über die Definition eines Avatars. Deshalb haben Miao et al. (2022) eine Unmenge von Definitionen gesammelt. Avatare sind digitale Wesen mit anthropomorphem Aussehen, die von Menschen oder Software gesteuert werden und die Fähigkeit besitzen zu interagieren. Ein Avatar muss also ein menschliches Erscheinungsbild haben, deswegen sind reine Sprachassistenten wie Siri keine Avatare. Ebenfalls muss ein Avatar interagieren können, weshalb aufgezeichnete Videos oder Selbst-Avatare, an denen z.B: Kleider anprobiert werden können, nicht unter diese Definition fallen. Ein Avatar kann jedoch von Menschen, wie auch von einer Software gesteuert werden, wobei hier in der Praxis aufgrund von Kostenvorteilen vorwiegend KI zum Einsatz kommt. 51 % der untersuchten Definition wiesen alle diese drei Kriterien auf.
Ein Chatbot kann als eine Untergruppe eines Avatar betrachtet werden, welche mit einer Software gesteuert wird und vorwiegend über Text kommuniziert. Jedoch gibt es auch Chatbots, die über kein menschliches Erscheinungsbild verfügen, weshalb diese keinen Avatar darstellen.

## Gravatar
Ein Gravatar ist ein global verfügbarer Avatar (Globally Recognized Avatar), welcher mit der E-Mail-Adresse des Benutzers verknüpft ist. Verschiedene Seiten bieten den Nutzern an, Avatare auf ihre Server zu laden und mit ihren E-Mail-Adressen zu verknüpfen. So kann ein Benutzer des Internet in jedem Blog oder anderen System seinen globalen Avatar hinterlassen, ohne sich extra bei jedem Blog zu registrieren und dann ein Bild hochzuladen. Für viele Blogsysteme oder andere Internetangebote gibt es Plug-Ins, die das Einbinden solcher kleiner Bilder, die normalerweise eine Größe von 80 × 80 Pixeln haben, erleichtern.
Jedoch besteht auch Kritik an Gravataren. Durch die Verwendung bei unterschiedlichen Internetaktivitäten ist dem Betreiber des Dienstes die Erstellung eines umfassenden Benutzerprofiles des Benutzers möglich, das er beispielsweise für Werbezwecke verwenden kann. Auch Ermittlungsbehörden können dadurch auf einfache Art und Weise umfassenden Einblick in die Aktivitäten eines Benutzers gewinnen.

## Filmische Dokumentationen
- Avatar basierend auf IBM Watson, 2017

## Projekt LifeLike
2009 förderte die National Science Foundation (NSF) das Projekt LifeLike. Es handelte sich um eine Zusammenarbeit des Chicago Electronic Visualization Laboratory der University of Illinois unter Leitung von Jason Leigh und des Intelligent Systems Laboratory der University of Central Florida unter Leitung von Avelino J. Gonzalez. Ziel des Projektes war es, mit Hilfe künstlicher Intelligenz eine 3-D-Computersimulation eines lebenden oder verstorbenen Menschen herzustellen, einschließlich typischem Mienenspiel, typischer Ausdrucksweisen, Kenntnisse, Erinnerungen und kontextgerechtem Verhalten. Es sollte möglich sein, mit diesem künstlichen Wesen ein Gespräch in natürlicher Sprache zu führen, ohne dass dem menschlichen Gesprächspartner bewusst würde, dass er nicht mit einer realen Person, sondern mit einem Computer spricht (Turing-Test). Angewendet werden sollten die Ergebnisse der Entwicklungen auf dem Gebiet der Lehre, der Betreuung, bei Auskunftsystemen, bei Museumsführungen und Ähnlichem. Aus diesem Projekt gingen eine Reihe von Publikationen hervor.